# Orthodontopsis bardunovii
Espèce
Statut de conservation UICN

 EN B1+2cd : En danger
Orthodontopsis bardunovii est une espèce de plantes de la famille des Bryaceae.

## Publication originale
- Journal of the Hattori Botanical Laboratory 71: 169. pl. 1–4. 1992.